# Argiope levii
Argiope levii är en spindelart som beskrevs av Bjorn 1997. Argiope levii ingår i släktet Argiope och familjen hjulspindlar. Inga underarter finns listade i Catalogue of Life.